# Яловенко, Виталий Петрович
Виталий Петрович Яловенко (род. 18 августа 1977, Волгоград) — российский самбист, дзюдоист, боец смешанных единоборств, призёр чемпионатов России по дзюдо, призёр летней Универсиады 2001 года в Пекине по дзюдо, обладатель Кубка мира по дзюдо среди военнослужащих, обладатель Кубка России по самбо, мастер спорта России международного класса по дзюдо, мастер спорта России по самбо. 4 июля 2009 года Яловенко провёл свой первый бой в смешанных единоборствах, в котором проиграл нокаутом в первом раунде Шамилю Абдурахимову. Всего им проведено 14 боёв, из которых 6 побед (4 нокаутом и 2 сдачей противника) и 8 поражений (4 нокаутом, 1 сдачей и 3 решением судей).

## Спортивные результаты
- Чемпионат России по дзюдо 2000 года, до 100 кг — ;
- Чемпионат России по дзюдо 2000 года, абсолютная категория — ;
- Чемпионат России по дзюдо 2001 года, до 100 кг — ;
- Чемпионат России по дзюдо 2002 года, абсолютная категория — ;
- Чемпионат России по дзюдо 2004 года, до 100 кг — ;
- Чемпионат России по дзюдо 2006 года, до 100 кг — ;

## Статистика боёв в смешанных единоборствах
| #  | Результат | Дата                  | Соперник                     | Соревнование                                       | Раунд | Время | Метод                                     | Примечания |
| -- | --------- | --------------------- | ---------------------------- | -------------------------------------------------- | ----- | ----- | ----------------------------------------- | ---------- |
| 14 | Победа    | 20 января 2012 года   | Константин Алексеев · Россия | VMC — Voronezh Mixfight Cup                        | 2     | 0:00  | Сабмишном (удушение сзади)                |            |
| 13 | Поражение | 9 ноября 2011 года    | Евгений Мякинкин · Россия    | ProFC — ProFC 37                                   | 3     | 2:48  | Сабмишном (удушение треугольником)        |            |
| 12 | Победа    | 1 октября 2011 года   | Абахар Капланов · Россия     | ProFC Grand Prix Global — Russia I                 | 2     | 4:38  | Техническим нокаутом (удары)              |            |
| 11 | Победа    | 1 октября 2011 года   | Омар Омаров · Россия         | ProFC Grand Prix Global — Russia I                 | 1     | 2:59  | Сабмишном (удушение сзади)                |            |
| 10 | Поражение | 7 июля 2011 года      | Руслан Магомедов · Россия    | Fight Nights — Battle of Moscow 4                  | 2     | 5:00  | Единогласное решение                      |            |
| 9  | Победа    | 6 мая 2011 года       | Хьюберт Лех · Польша         | ProFC — Union Nation Cup 15                        | 1     | 1:54  | Техническим нокаутом (удары)              |            |
| 8  | Поражение | 18 марта 2011 года    | Владимир Кученко · Россия    | Lipetsk Mix Federation — Russian Cities Tournament | 3     | 5:00  | Единогласное решение                      |            |
| 7  | Поражение | 27 октября 2010 года  | Магомед Маликов · Россия     | UAMA — Warrior’s Honor 3                           | 2     | 0:00  | Нокаутом (удар)                           |            |
| 6  | Победа    | 27 октября 2010 года  | Сергей Высоцкий · Россия     | UAMA — Warrior’s Honor 3                           | 1     | 0:00  | Техническим нокаутом (удары)              |            |
| 5  | Поражение | 23 сентября 2010 года | Константин Глухов · Латвия   | UAMA — Warrior’s Honor 2                           | 3     | 0:23  | Техническим нокаутом (удары)              |            |
| 4  | Поражение | 22 июля 2010 года     | Виталий Минаков · Россия     | M-1 Selection 2010 — Eastern Europe Finals         | 3     | 5:00  | Единогласное решение                      |            |
| 3  | Победа    | 18 июня 2010 года     | Константин Алексеев · Россия | LM — Tournament 2                                  | 2     | 3:35  | Нокаутом (удары)                          |            |
| 2  | Поражение | 10 апреля 2010 года   | Александр Волков · Россия    | M-1 Selection 2010 — Eastern Europe Round 2        | 2     | 1:05  | Техническим нокаутом (остановка доктором) |            |
| 1  | Поражение | 4 июля 2009 года      | Шамиль Абдурахимов · Россия  | ProFC — King of The Night 2                        | 1     | 1:39  | Нокаут                                    |            |